# 藤原基通 (散位)
藤原 基通（ふじわら の もとみち）は、平安時代後期の陸奥国の在庁官人。散位。

## 略歴
延久2年（1070年）に後三条天皇の勅命により始まった延久蝦夷合戦で、陸奥守・源頼俊が出陣中に、国司の印と国の正倉の鍵を奪い、逃走する。その後、下野国で下野守をしていた源義家に出頭して逮捕された。義家はこれを都に報告し、頼俊の罷免召還を要求する。頼俊はこの事件が原因で事実上失脚し、副将格の清原貞衡（清原真衡とする説、清原武貞とする説、清原武則の弟とする説、海道平氏出身で武貞の娘婿とする説などがある）が鎮守府将軍に任ぜられたのと対照的に、延久蝦夷合戦の功を全く認められなかった。
基通の出自、系譜については全く不明であるが、国司の印や国の正倉の鍵に近づけ、史料に散位と記載されていることから、在庁官人であると見られている。また、不自然に下野まで逃亡し、源義家に投降していることから、前九年の役で源頼義、義家と主従関係を結んでいた可能性も指摘されている。陸奥に源頼俊が勢力を植えつけることを快く思わない義家の意を受け、頼俊の失脚を狙い事件を起こしたと見られている。